# Priemideaal
In de abstracte algebra, een deelgebied van de wiskunde, is het begrip priemideaal een veralgemening van zowel een priemgetal als een irreducibele polynoom. Priemidealen zijn "ondeelbaar" in de zin dat ze niet geschreven kunnen worden als product van twee andere idealen.
Tenzij uitdrukkelijk anders vermeld, gaat dit artikel over priemidealen in een commutatieve ring {\displaystyle R} met eenheidselement 1 verschillend van nul.

## Definitie
Een ideaal {\displaystyle I} in een ring {\displaystyle R} heet priemideaal of kortweg priem als {\displaystyle I} niet gelijk is aan de ring {\displaystyle R} zelf, en als voor twee elementen waarvan het product in {\displaystyle I} ligt, geldt dat ten minste een van de twee factoren eveneens in {\displaystyle I} ligt; in formule: voor alle {\displaystyle x,y\in R} met {\displaystyle x\cdot y\in I}geldt dus {\displaystyle x\in I} of {\displaystyle y\in I}.

### Voorbeelden  en tegenvoorbeelden
In de gehele getallen vormt de verzameling {\displaystyle n}-vouden een priemideaal wanneer {\displaystyle n} een priemgetal is. De viervouden vormen een ideaal, maar geen priemideaal: {\displaystyle 2\times 2=4.}
In de ring der reële polynomen in één variabele, vormen de polynomen die een vast gegeven reëel getal {\displaystyle a} als nulpunt hebben, een priemideaal.
Zij {\displaystyle K} een commutatief lichaam/veld, en {\displaystyle R=K[x]} de ring der polynomen in één variabele met coëfficiënten in {\displaystyle K}. Het ideaal voortgebracht door een polynoom {\displaystyle f(x)} is een priemideaal dan en slechts dan als die polynoom irreducibel is, dat wil zeggen niet het product is van twee polynomen van lagere graad.
De reële polynomen die een veelvoud zijn van {\displaystyle x^{2}-1} vormen een ideaal, maar geen priemideaal. De polynoom {\displaystyle x^{2}-1} is namelijk het product van {\displaystyle x-1}  en {\displaystyle x+1}, maar geen van beide factoren behoort tot het ideaal.

## Elementaire eigenschappen
Een ideaal {\displaystyle I}  van {\displaystyle R} is een priemideaal dan en slechts dan als de factorring {\displaystyle R/I}  een integriteitsdomein is.
De ring {\displaystyle R} is zelf dan en slechts dan een integriteitsgebied als het singleton {0} een priemideaal is.
Het inverse beeld van een priemideaal onder een homomorfisme (van commutatieve ringen met eenheidselement) is een priemideaal.

## Verwante begrippen

### Maximaal ideaal
Een maximaal ideaal is een ideaal dat niet bevat is in een ander ideaal, met uitzondering van de ring {\displaystyle R} zelf. Ieder maximaal ideaal is priem, maar niet omgekeerd.

### Radicaal ideaal
Een radicaal ideaal is een ideaal dat gelijk is aan zijn eigen radicaal, of nog, een ideaal dat zijn eigen wortels bevat:
{\displaystyle \forall x\in I,\forall n\in \mathbb {N} :x^{n}\in I\implies x\in I}
Priemidealen zijn radicaal, zoals blijkt uit een bewijs met behulp van volledige inductie naar n.

### Primair ideaal
Een primair ideaal is een ideaal I dat niet gelijk is aan de ring R zelf, en waarbij voor ieder product van twee elementen dat in I ligt, een macht van minstens een van de twee factoren eveneens in I ligt:
{\displaystyle \forall x,y\in R:x.y\in I\implies \exists n\in \mathbb {N} ,x^{n}\in I\vee y^{n}\in I}
Priemidealen zijn primair: kies gewoon n=1. Het omgekeerde is in het algemeen niet waar, maar als I primair is, dan is zijn radicaal een priemideaal.

## Multiplicatieve deelverzameling
Een multiplicatieve deelverzameling S van een ring R is een deelverzameling van R die het eenheidselement bevat, en die gesloten is voor de vermenigvuldiging:
{\displaystyle 1\in S\wedge \forall x,y\in S,x.y\in S}
Een priemideaal is dan gewoon een ideaal waarvan het complement een multiplicatieve verzameling is. Sterker geldt nog:

### Stelling
Als S een multiplicatieve verzameling is, en I een ideaal dat disjunct is met S, dan bestaat er een priemideaal dat I omvat en dat nog steeds disjunct is met S.

### Lokalisatie
De lokalisatie RS van de ring R in de multiplicatieve verzameling S, ook wel breukenring genoemd, is de verzameling breuken van de vorm
{\displaystyle {\frac {r}{s}},\ r\in R,\ s\in S}
Hierbij zijn twee breuken gelijkwaardig als ze "vereenvoudigd" kunnen worden:
{\displaystyle {\frac {r}{s}}={\frac {r'}{s'}}\Leftrightarrow \exists t\in S,t(r.s'-r'.s)=0}
De optelling en vermenigvuldiging van breuken gehoorzaamt aan de rekenregels
{\displaystyle {\frac {r}{s}}+{\frac {r'}{s'}}={\frac {r.s'+r'.s}{s.s'}}}
{\displaystyle {\frac {r}{s}}.{\frac {r'}{s'}}={\frac {r.r'}{s.s'}}}
De lokalisatie van een ring R in een priemideaal p is de lokalisatie in de multiplicatieve verzameling R\p. Enigszins verwarrend wordt ze Rp genoteerd.

## Spectrum
Het spectrum van een ring is de verzameling van alle priemidealen, genoteerd {\displaystyle {\hbox{Spec}}(R).}

### Zariskitopologie
Het spectrum van R wordt uitgerust met een topologie door als gesloten verzamelingen te nemen: de ruimte R zelf, en elke verzameling priemidealen die een vast gegeven ideaal I omvatten. Dit heet de Zariski-topologie van {\displaystyle {\hbox{Spec}}(R).}

### Spectrumschoof[1]
Een schoof associeert met elke open verzameling van een topologische ruimte een algebraïsche structuur, en met elke inclusie {\displaystyle U\subset V} tussen open verzamelingen, een homomorfisme.
Op het spectrum van R construeert men als volgt een schoof van ringen. Met een willekeurige open verzameling U associëren we de ring {\displaystyle {\mathcal {O}}(U)} van alle functies f van U naar de disjuncte unie van lokalisaties
{\displaystyle f:U\to \coprod _{p\in U}R_{p}:p\mapsto f(p)\in R_{p}}
die elk priemideaal p afbeelden op een element van zijn eigen lokalisatie Rp, en die in de omgeving van gelijk welk punt van U kunnen geschreven worden als een quotiënt van twee elementen van R:
{\displaystyle \forall p\in U,\exists V\in {\mathcal {V}}(p),\exists r,s\in A,\forall q\in V:s\notin q\implies f(q)={\frac {r}{s}}}
Hierbij is het gelijkteken op te vatten als een identiteit tussen twee elementen van Rq.
Het ringhomomorfisme tussen {\displaystyle {\mathcal {O}}(U)} en {\displaystyle {\mathcal {O}}(V)} is de restrictie van de functies f tot een deelverzameling van hun domein.

## Geassocieerd priemideaal van een moduul[2]
Zij M een moduul over de ring R. Een geassocieerd priemideaal van M is een priemideaal van R dat bestaat uit de elementen die een gegeven vast element m van M annihileren (dat wil zeggen dat de scalaire vermenigvuldiging de nulvector oplevert):
{\displaystyle p(m)=\{r\in R|r.m=0\}}
De annihilator van een gegeven element m is altijd een ideaal, maar niet altijd een priemideaal. Binnen de collectie van dergelijke idealen (met uitzondering van het triviale ideaal voor m=0) zijn de maximale elementen wel allemaal priemidealen.

## Priemidealen in niet-commutatieve ringen
Een (tweezijdig) ideaal p van een niet-commutatieve ring R heet priemideaal als het aan de volgende twee eigenschappen voldoet:
1. Als a en b twee elementen van R zijn zodat voor alle elementen r van R het product a.r.b in p ligt, dan ligt ook a of b in p;
2. p is niet de hele ring R.

Voor commutatieve ringen is deze definitie gelijkwaardig met de eerste. Voor niet-commutatieve ringen is ze minder streng. Een ideaal van een niet-commutatieve ring dat aan de oorspronkelijke, strengere voorwaarden voldoet, heet compleet priemideaal.

### Voorbeeld
In de ring der vierkante nxn-matrices over een lichaam K is het triviale ideaal (dat bestaat uit alleen de nulmatrix) een priemideaal, maar geen compleet priemideaal.